# Frank E. Evans

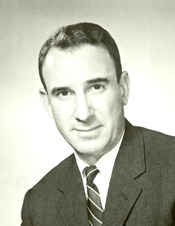
Frank E. Evans

Frank Edward Evans (* 6. September 1923 in Pueblo, Colorado; † 3. Juni 2010 ebenda) war ein US-amerikanischer Politiker. Zwischen 1965 und 1979 vertrat er den dritten Wahlbezirk des Bundesstaates Colorado im US-Repräsentantenhaus.

## Werdegang
Frank Evans besuchte die öffentlichen Schulen in Colorado Springs und schrieb sich dann am Pomona College in Claremont (Kalifornien) ein. Im Jahr 1943 unterbrach er seine Ausbildung, um während des Zweiten Weltkrieges als Marineflieger in der US Navy zu dienen. Nach dem Krieg studierte Evans bis 1950 an der University of Denver unter anderem Jura. Nach seiner im gleichen Jahr erfolgten Zulassung als Rechtsanwalt begann er in Pueblo in seinem neuen Beruf zu arbeiten.
Politisch schloss sich Evans der Demokratischen Partei an. Zwischen 1961 und 1964 war er Abgeordneter im Repräsentantenhaus von Colorado. Bei den Kongresswahlen des Jahres 1964 wurde er im dritten Distrikt des Staates in das US-Repräsentantenhaus in Washington, D.C. gewählt. Dort trat er am 3. Januar 1965 die Nachfolge des Republikaners John Chenoweth an. Da er auch die folgenden sechs Kongresswahlen gewann, konnte Evans bis zum 3. Januar 1979 im Kongress verbleiben. Im Jahr 1978 verzichtete er auf eine weitere Kandidatur.